# Michel Pensée
Michel Pensée Billong (Yaoundé, 16 de junho de 1973) é um ex-futebolista camaronês que disputou a Copa de 1998 por seu país.

## Carreira
Sua carreira clubística durou entre 1988 e 2002, com um retorno entre 2004 e 2005. Pensée atuou em sete países diferentes: além de ter atuado em seu país, representando o Tonnerre Yaoundé, jogou pelo Jaibos T.M (México), Seongnam Ilhwa (Coreia do Sul), Desportivo das Aves (Portugal), Anzhi (Rússia) e Sanfrecce Hiroshima (Japão), antes de tirar um ano de férias do futebol, em 2003.
Pensée retornou aos gramados em 2004, defendendo o recém-criado MK Dons, onde atuou por um ano. Deixou os Dons em 2005, e, após tentativas malogradas de encontrar um novo clube, pendurou de vez as chuteiras aos 31 anos.

## Seleção
Pensée integrou a Seleção Camaronesa de Futebol na Copa das Confederações FIFA de 2001.

## Títulos
Camarões
- Copa das Nações Africanas: 2000